# Provinciale Wetgevende Macht
In Zuid-Afrika dragen de parlementen van de provincies de naam Provinciale Wetgevende Macht (Engels: Provincial Legislature; Afrikaans: Provinsiale wetgewer). Het aantal zetels varieert van 30 tot 80 naargelang het aantal inwoners van een provincie. Zuid-Afrikaanse provincies beschikken over een ruime mate van autonomie.
Verkiezingen voor de Provinciale Wetgevende Macht vinden om de vijf jaar plaats, tegelijkertijd met de landelijke parlementsverkiezingen. De voorzitter van een provinciaal parlement wordt in het Engels de Speaker genoemd. Uit het midden van een Provinciale Wetgevende Macht wordt een premier gekozen die een regering met de naam Uitvoerende Macht samenstelt. De leden van de Uitvoerende Macht zijn evenals de premier lid van de Provinciale Wetgevende Macht. Als een regering ten val komt of als de premier aftreedt, dan worden er geen tussentijdse verkiezingen gehouden maar wordt een nieuwe Uitvoerende Macht gevormd uit de bestaande Provinciale Wetgevende Macht.
In alle provinciale parlementen heeft het Afrikaans Nationaal Congres (ANC) een absolute meerderheid, behalve in de West-Kaap, waar de Democratische Alliantie over een absolute meerderheid beschikt.

## Lijst van Provinciale Wetgevende Machten
- Provinciale Wetgevende Macht van de Oost-Kaap
- Provinciale Wetgevende Macht van KwaZulu-Natal
- Provinciale Parlement van de West-Kaap
- Provinciale Wetgevende Macht van Gauteng
- Provinciale Wetgevende Macht van Limpopo
- Provinciale Wetgevende Macht van Mpumalanga
- Provinciale Wetgevende Macht van de Noord-Kaap
- Provinciale Wetgevende Macht van Noordwest
- Provinciale Wetgevende Macht van Vrijstaat